# Virgil Almășanu
Virgil Almășanu, né le 28 février 1926 à Baccealia, village du district de Căușeni, et mort le 3 février 2009 à Bucarest, est un artiste peintre roumain du mouvement de Réalisme socialiste.

## Études
Son enfance reste nébuleuse puisque peu d'informations étaient accessibles à son époque. Après avoir été diplômé du Collège National Andrei Saguna de Brasov (en), Almășanu s'inscrit à l'Académie des Beaux Arts de Bucarest qui a, entre-temps, changé de nom pour l'Institut d'Art Plastique "Nicolae Grigorescu" pour aujourd'hui devenir l'Université nationale d'art de Bucarest et y reçoit aussi son diplôme après y avoir passé sept ans (de 1945 à 1952). Il y côtoya notamment Nicolae Dărăscu et Jean Alexandru Steriadi (en), deux prominents artistes de l'époque.

## Carrière
C'est vers 1958 à 1974 qu'il réalisa de nombreuses murales que l'on peut encore retrouver de nos jours comme la murale triptyque du bassin de la rivière Galați ou encore la murale du magasin Muzica de Bucarest. Il collabora aussi avec deux autres artistes, Traian Brădean (ro) et Gheorghe Iacob, au Théâtre national de Bucarest sur respectivement, la décoration murale des façades et la tapisserie "Odă Patriei". À partir de 1955, celui-ci participa à toutes les expositions biennales interrégionales, annuelles, nationales et municipales de sa région et a aussi pris part à 56 expositions internationales. De 1986 à 1990, Almășanu est allé vivre en Amérique du Sud et en Californie, où il ramena un art moderne unique, harmonisé par différents tons de gris, lors de son retour au pays. En 2009, il décède.

## Honneurs
- Élection au poste de secrétaire de l'Union des Beaux Artistes en 1968
- Vice-président de l'Union des artistes plasticiens de 1970 à 1973
- Prix du comité d'État pour la culture et l'art en 1971
- Prix Ioan Andreescu en 1974
- Classe II de l'ordre du mérite culturel de la Roumanie en 1974
- Officier de l'ordre du mérite culturel de la Roumanie en 2004